# Hickmaniter
Hickmaniter kallades medlemmarna av den gren av IOGT, som åren 1876-1887 leddes av amerikanen John J Hickman, då IOGT var splittrat i två konkurrerande världsloger.
Deras meningsmotståndare kallades maliniter.
De svenska hickmaniterna bildade storloge den 29 oktober 1880.
Deras officiella organ var tidningen Reform.
Även i Norge och Danmark fanns hickmanska organisationer. Efter en tid gick man samman med svenskarna i en "Skandinaviens ädla storloge", vars chef blev P. Joh. Bäckman.
Under sin korta historia skakades den hickmanska storlogen i Sverige av fraktionsstrider mellan Carl Hurtig, logeledare och redaktör för tidningen och hans motståndare under ledning av J F Sandbäck. Några loger i Göteborg lämnade storlogen, gick med i den norska hickmanlogen och planerade att bilda en konkurrerande svensk storloge. Man fick dock inget stöd för detta hos den internationella ledningen i USA och tvingades ge upp och återgå till den svenska storlogen under Hurtigs ledning.
Sedan de båda internationella storlogerna gått ihop 1887 enades även de olika konkurrerande storlogerna i de skandinaviska länderna.
Hickmaniterna i Danmark, under ledning av skomakaren Alphonzo I Andersen, hade då 44 loger med 1533 medlemmar.
Hickmaniternas svenska storloge hade vid samgåendet den 20 juli 23 043 medlemmar i 605 loger.
Men motsättningarna inom svenska IOGT kvarstod och de flesta hickmanitiska ombuden lämnade storlogens årsmöte i Malmö 1888 och ansökte hos världsstorlogen om att åter få bli en egen storloge.
Det fick man först lov till men tillståndet drogs tillbaka sex veckor senare.
15 000 medlemmar och 200 loger, i regel med bakgrund inom den hickmanitiska storlogen, valde då att lämna IOGT och bilda en ny organisation, Nationalgodtemplarorden (NGTO).

## Svenska Ordenstemplare 1880-1887
- Carl Hurtig, okt 1880-juni 1882
- Per Johan Bäckman, juni 1882-feb 1883
- Carl Hurtig, feb 1883-1885
- Johan Axel Johansson, 1885-1887

## Storlogemöten
- 1880 Göteborg
- 1881 Göteborg
- 1882 Jönköping
- 1883 Örebro
- 1884 Stockholm
- 1885 Sundsvall
- 1886 Motala